# Kubernetes
Kubernetes is opensourcesoftware voor het automatiseren van het beheer van container-objecten, hoofdzakelijk bedoeld voor software-implementatie.

## Beschrijving
Kubernetes verscheen op 7 juni 2014 en werd aanvankelijk ontwikkeld door Google Inc. De ontwikkeling en het beheer werd in 2015 overgedragen aan de Cloud Native Computing Foundation (CNCF).
Met Kubernetes is het mogelijk om op geautomatiseerde wijze software te distribueren naar virtuele machines volgens het principe van orkestratie. Het systeem is schaalbaar zodat een systeembeheerder eenvoudig meer of minder objecten in een groep kan plaatsen.
Veel cloudplatforms bieden een Kubernetes-platform of infrastructure as a service (PaaS of IaaS) aan. Vaak zijn deze Kubernetes-versies aangepast en voorzien van een merknaam. Enkele bekende cloudplatforms die Kubernetes ondersteunen zijn Microsoft Azure, IBM Bluemix, Red Hat OpenShift, Amazon Web Services en Oracle Cloud.